# ディエゴ・コンデ
ディエゴ・ホセ・コンデ・アルコラド（Diego José Conde Alcolado、1998年10月28日 - ）は、スペイン・マドリード出身のサッカー選手。ビジャレアルCF所属。元スペイン代表。ポジションはGK。

## クラブ経歴
マドリードに生まれ、2007年にアトレティコ・マドリードのカンテラに入団した。2017-18シーズンにBチームへと昇格すると、2018年7月1日にクラブとの契約を2021年6月まで延長し、CDAナバルカルネロへの1シーズンのレンタル移籍が決まった。
2020年8月28日、セグンダ・ディビシオンのCDレガネスへレンタル移籍。
2021年7月7日、ヘタフェCFと契約した。
2023年6月16日、古巣CDレガネスへフリーで移籍し、2年契約を結んだ。
2024年7月2日、ビジャレアルCFに5年契約で移籍した。